# SIGTSTP
SIGTSTP — сигнал на POSIX-сумісних платформах, який посилається процесу для призупинення виконання. Символьна змінна SIGTSTP оголошена у заголовному файлі signal.h. Символьні імена для процесів використовуються через те, що їхні номери залежать від конкретної платформи.

## Етимологія
SIG є загальноприйнятий префіксом для назв сигналів. TSTP англ. teletype stop — призупинення з терміналу.

## Використання
В UNIX-системах SIGTSTP звичайно відправляється натисканням клавіш Ctrl-Z. За умовчанням, після отримання цього сигналу процес призупиняється і переходить в режим пакетних завдань. Надалі він може бути повернутий до попереднього стану командою fg <номер_завдання> або сигналом SIGCONT. Перелік та номери (не плутати з pid) таких завдань можуть бути отримані командою jobs. 